# باغ علی‌آباد
مجموعه تاریخی باغ علی‌آباد در روستای علی‌آباد از توابع بخش مرکزی شهرستان بجنورد قرار دارد. در این باغ که البته اکنون به زمین کشاورزی تبدیل شده‌است، کوشک علی‌آباد قرار دارد که اهالی روستا از آن با عنوانِ عمارت یاد می‌کنند. عمارت علی‌آباد از آثار باستانی دوره قاجار است. این اثر در تاریخ ۱۹ اسفند ۱۳۸۰ با شمارهٔ ثبت ۴۹۵۳ به‌عنوان یکی از آثار ملی ایران به ثبت رسیده‌است.